# 安寿吉
安寿吉（An Su Kil, アン・スギル、1911年11月3日 - 1977年4月18日）は、韓国の小説家。号は南石。安は幼年期を間島で過ごした。間島は朝鮮独立運動の盛んな場所であったため、安は亡国人の苦しみを特に目の当たりにしていたのだろう。安の文学は、亡国という苦しみをひとつのテーマに置いている。

## 略歴
1911年11月3日、咸鏡南道咸興市に生まれる。父は安鎔浩、母は金淑卿の2男1女の長男。父の安鎔浩は間島の龍井にある光明高等女学校の校監を務めていた。安が5歳のとき、興南市西湖里に引越し、ここで戸籍を登録したので、原籍は興南市である。興南市の小学校に通い、13歳で満州の間島に引っ越す。間島中央学校を卒業し、再び咸興市に戻り、1926年3月、咸興高等普通学校に入学する。ここで2年生のとき、安は同盟休学を首謀する。そのため自主退学することになる。1928年3月、ソウルの儆新学校に3年次編入する。1929年11月3日、光州学生事件が起こると、儆新学校でも学生が立ち上がり、デモが起こった。安はこのデモの中心人物となり、日帝当局によって逮捕された。5日間拘留された後、儆新学校は退学処分となる。
1930年、19歳のとき、日本に渡り、京都の両洋中学校に入学する。両洋中学校を卒業後は東京の早稲田大学高等師範部英語科に入るが、学費の捻出が困難になり、帰国する。帰国後、間島の小学校で教鞭を取りながら文学修業を積み、1935年に『朝鮮文壇』に短篇「赤十字病院長」とコント「赤いマフラー（붉은 목도리）」が載せられ、文壇にデビューする。また、この年、朴栄濬、李周福、金国鎮などと同人誌『北郷』を刊行する。1936年から、『間島日報』の記者として勤務し、『間島日報』が『満蒙日報』と合併して『満鮮日報』ができると、新京に行って勤務する。『満鮮日報』では、廉想渉、申瑩澈、宋志英、李石薫などと知り合う。その後、1945年6月に体調を崩して『満鮮日報』を退社するまでの間も作品を多く発表している。
1945年6月に体調を崩して『満鮮日報』を退社すると、故郷の興南市厚農里で3年ほど療養する。やがて、朝鮮半島の分断が確実になると、安は家族を連れて越南した。1948年、『京郷新聞』に入社し、文化部次長や調査部長を務める。朝鮮戦争が勃発すると、安は大邱や釜山に避難する一方、李璇求と共に海軍政訓監室文官として勤務した。戦局が落ち着くと、ソラボル芸術大学、梨花女子大学校で教鞭を執る。解放後も創作活動は旺盛で、1960年5月には、国際ペンクラブの韓国本部中央委員に被選し、そのほか、1962年に韓国文人協会理事を務めた。1970年6月には、台湾で行われたアジア作家大会に韓国代表として出席し、1ヶ月間、台湾と日本を遊覧する。
1977年4月18日、死去する。

## 年譜
- 1911年11月3日 - 咸鏡南道咸興市に生まれる。
- 1926年3月 - 咸興高等普通学校に入学。
- 1928年3月 - 儆新学校に3年次編入。
- 1930年3月 - 渡日、京都の両洋中学校に入学。
- 1931年3月 - 東京の早稲田大学に入学。
- 1935年 - 金現淑と結婚する。
- 1936年 - 『間島日報』（後に『満鮮日報』）に務める。
- 1936年12月20日 - 長男、柄燮が生まれる。
- 1940年11月31日 - 次男、柄煥が生まれる。
- 1945年4月16日 - 長女、荀姫が生まれる。
- 1948年 - 『京郷新聞』に務める。
- 1948年3月4日 - 次女、荀嫄が生まれる。
- 1950年10月5日 - 三男、柄燦が生まれる。
- 1952年 - 釜山の龍山高等学校で教師を務める。
- 1954年 - ソラボル芸術大学文芸創作科の科長を務める。
- 1955年 - 第2回亜細亜自由文学賞を受賞。
- 1958年 - ソウル特別市文化賞を受賞。
- 1959年 - 梨花女子大学校国文科で教授する。
- 1960年5月 - 国際ペンクラブ韓国本部中央委員に被選する。
- 1962年 - 韓国文人協会理事に被選する。
- 1973年 - 三・一文化賞を受賞。
- 1977年4月18日 - 死去。

## 代表作品
- 1935年、적십자병원장(赤十字病院長), 붉은 목도리(赤いマフラー)
- 1940 年、벼(稲), 사호실(四号室), 새벽(暁)
- 1942年、원각촌(円覚村)
- 1943年、목축기(牧畜記)
- 1944年、북향보(北卿譜)
- 1949年、여수(旅愁), 범속(凡俗), 밀회(密会), 초련필담(初恋筆談), 가면(仮面), 상매기(商売気)
- 1951年、나루터의 탈주(渡し場の脱走)
- 1952年、명암(明暗), 제비(ツバメ)
- 1953年、역의 처세철학(易の処世哲学), 제삼인간형(第三人間型)
- 1963年、북간도(北間島)
- 1969年、통로(通路)
- 1971年、성천강(城川江)
- 1977年、망명시인(亡命詩人)